# Anthophora niveiventris
Anthophora niveiventris là một loài Hymenoptera trong họ Apidae. Loài này được Friese mô tả khoa học năm 1919.